# تشارلز برنس (لاعب كريكت)
تشارلز برنس (11 سبتمبر 1874 - 2 فبراير 1949) (بالإنجليزية: Charles Prince)‏ هو لاعب كريكت جنوب أفريقي. شارك مع منتخب جنوب أفريقيا الوطني للكريكت.

## وصلات خارجية
- تشارلز برنس على موقع إي آس بي آن كريك إنفو (الإنجليزية)